# Survivor Series (2021)
Survivor Series 2021 fue la trigésima quinta edición de Survivor Series, un evento pago por visión de lucha libre profesional realizado por la WWE. Tuvo lugar el 21 de noviembre de 2021 desde el Barclays Center en Brooklyn, Nueva York. El tema oficial de este evento fue "Winner Is Me" por def rebel.
El evento marcó los 25 años de carrera de The Rock. Además, marco la última lucha de Jeff Hardy en un PPV de WWE, debido a su despido de la empresa por un incidente en un evento en vivo y negarse ir a rehabilitación, y posteriormente firmar con All Elite Wrestling.

## Producción
Survivor Series es un evento anual de pago por visión (PPV) y WWE Network, producido cada noviembre por la WWE desde 1987. Es el segundo evento de pago por visión más largo de la historia (por detrás de WrestleMania de la WWE), y es uno de los cuatro pagos por visión originales de la promoción, junto con WrestleMania, Royal Rumble y SummerSlam, apodados los "Cuatro Grandes", y a partir de octubre de 2021, es uno de los cinco mayores eventos del año de la compañía, junto con Money in the Bank. El evento se caracteriza tradicionalmente por tener combates de Survivor Series, que son combates de eliminación por equipos que suelen presentar equipos de cuatro o cinco luchadores entre sí. El evento de 2021 será el número 35 de la cronología de Survivor Series y está programado para el 21 de noviembre de 2021 en el Barclays Center de Brooklyn, Nueva York.
Desde que WWE reintrodujo la división de marcas en 2016, Survivor Series se ha centrado en la competencia entre luchadores de Raw y SmackDown por la supremacía de la marca. El evento de 2019 también contó con la participación del antiguo territorio de desarrollo de WWE, NXT, que se convirtió en la tercera marca principal de WWE ese año, en la competición de marcas; sin embargo, NXT se eliminó de la competición con el evento de 2020.
Desde el evento de 2017, los campeones de Raw se han enfrentado a sus homólogos de SmackDown en combates sin título en juego. Se espera que en Survivor Series 2021 se enfrenten el Campeón de la WWE de Raw contra el Campeón Universal de SmackDown, la Campeona Femenina de Raw contra la Campeona Femenina de SmackDown, el Campeón de los Estados Unidos de Raw contra el Campeón Intercontinental de SmackDown, y los Campeones en Pareja de Raw contra los Campeones en Pareja de SmackDown.

## Antecedentes
El 6 de noviembre, WWE reveló los miembros del equipo de Raw y SmackDown para el combate masculino de Survivor Series. Los miembros del equipo Raw fueron anunciados como Seth Rollins, Finn Bálor, Kevin Owens, Rey Mysterio y Dominik Mysterio. En el episodio del 8 de noviembre de Raw, el funcionario de la WWE Adam Pearce señaló que cada miembro del Team Raw era un ex campeón mundial, excepto Dominik. A su vez, Pearce programó a Dominik para enfrentarse a Bobby Lashley donde el ganador estaría en el equipo; Lashley derrotó a Dominik. Después de que Rey se lesionara aparentemente durante un combate con Lashley la semana siguiente, Pearce retiró a Rey del Team Raw y lo sustituyó por Austin Theory. Para el Team SmackDown, sus miembros fueron anunciados como Drew McIntyre, Jeff Hardy, King Woods, Sami Zayn y Happy Corbin. En el episodio del 12 de noviembre de SmackDown, Hardy derrotó a Zayn en un combate en el que el perdedor sería eliminado del equipo. El puesto vacante fue ocupado la semana siguiente por Sheamus, quien derrotó a Cesaro, Ricochet y Jinder Mahal en un combate fatal a cuatro esquinas para ganarse el puesto.
También el 6 de noviembre, WWE reveló los miembros del Team de Raw y SmackDown para el combate femenino de Survivor Series. Se anunció que Bianca Belair, Liv Morgan, Carmella, Queen Zelina y la mitad de las campeonas femeninas en parejas de WWE, Rhea Ripley, representarían al equipo de Raw. Los miembros del Team SmackDown fueron revelados como Sasha Banks, Shayna Baszler, Shotzi, Natalya y Aliyah. Sin embargo, en el episodio del 12 de noviembre de SmackDown, la funcionaria de la WWE Sonya Deville retiró a Aliyah del combate aparentemente debido a su relación con Naomi, que había estado en desacuerdo con Deville. El 18 de noviembre, a través de las redes sociales de la WWE, Deville reveló que Toni Storm ocuparía el puesto vacante del Team SmackDown.
Para conmemorar el 25 aniversario del debut de The Rock en la WWE en Survivor Series 1996, se programó una batalla real de 25 hombres con luchadores de ambas marcas en el evento de 2021.

## Resultados
- Kick-Off: El Campeón Intercontinental Shinsuke Nakamura (con Rick Boogs) derrotó al Campeón de los Estados Unidos Damian Priest por descalificación (9:25).[14][15]
  - Priest fue descalificado después de atacar a Nakamura y Boogs con una guitarra.
  - Durante la lucha, Boogs interfirió a favor de Nakamura.
  - Ninguno de los dos campeonatos estuvieron en juego.
- La Campeona Femenina de Raw Becky Lynch derrotó a la Campeona Femenina de SmackDown Charlotte Flair (18:15).[16][17]
  - Lynch cubrió a Flair con un «Roll-Up» apoyándose de las cuerdas.
  - Ninguno de los dos campeonatos estuvieron en juego.
- Team Raw (Kevin Owens, Seth Rollins, Finn Bálor, Austin Theory & Bobby Lashley) (con MVP) derrotó a Team SmackDown (Drew McIntyre, Jeff Hardy, King Woods, Happy Corbin & Sheamus) (con Madcap Moss) en un Traditional Survivor Series Elimination Men's Match (29:56).[16][18]
  - Durante la lucha, Moss interfirió a favor de Team SmackDown.
  - Originalmente Dominik Mysterio era parte del Team Raw, pero perdió su puesto contra Lashley en el episodio del 8 de noviembre de Raw.
  - Originalmente Sami Zayn era parte del Team SmackDown, pero perdió su puesto contra Jeff en el episodio del 12 de noviembre de SmackDown, siendo reemplazado por Sheamus en el episodio del 19 de noviembre de SmackDown.
  - Originalmente Rey Mysterio era parte del Team Raw, pero Adam Pearce decidió dejarlo fuera, siendo reemplazado por Theory en el episodio del 15 de noviembre de Raw.
  - Este fue el último combate de Jeff Hardy en un PPV de WWE.

| N.º             | Luchador                | Equipo                  | Eliminado por           | Técnica de eliminación  | Tiempo                  |
| --------------- | ----------------------- | ----------------------- | ----------------------- | ----------------------- | ----------------------- |
| 1               | Kevin Owens             | Raw                     | N/A                     | Cuenta fuera            | 0:55                    |
| 2               | Happy Corbin            | SmackDown               | Finn Bálor              | «Coup de Grace»         | 7:50                    |
| 3               | King Woods              | SmackDown               | Bobby Lashley           | «Hurt Lock»             | 13:25                   |
| 4               | Bobby Lashley           | Raw                     | N/A                     | Cuenta fuera            | 16.35                   |
| 5               | Drew McIntyre           | SmackDown               | N/A                     | Cuenta fuera            | 16:35                   |
| 6               | Finn Bálor              | Raw                     | Sheamus                 | «Brogue Kick»           | 19:30                   |
| 7               | Sheamus                 | SmackDown               | Austin Theory           | «Roll-Up»               | 24.35                   |
| 8               | Austin Theory           | Raw                     | Jeff Hardy              | «Swanton Bomb»          | 27:00                   |
| 9               | Jeff Hardy              | SmackDown               | Seth Rollins            | «Curb Stomp»            | 29:56                   |
| Sobrevivientes: | Team Raw (Seth Rollins) | Team Raw (Seth Rollins) | Team Raw (Seth Rollins) | Team Raw (Seth Rollins) | Team Raw (Seth Rollins) |
- Omos ganó el 25-Man Dual Brand Battle Royal en conmemoración a los 25 años de carrera de The Rock (10:45).[16][19]
  - Omos eliminó finalmente a Ricochet, ganando la lucha.
  - Los otros participantes fueron (en orden de eliminación): Drew Gulak (Omos), Shelton Benjamin (Omos), Humberto (Omos), R-Truth (Otis), Otis (Omos), Chad Gable (Cesaro), T-BAR (Ricochet), Cedric Alexander (Mansoor), Angel (Dawkins), Jinder Mahal (Erik y Ivar), Erik (Shanky), Ivar (Shanky), Shanky (Omos), Mansoor (Roode y Ziggler), Robert Roode (Omos), Dolph Ziggler (Styles), Sami Zayn (Dawkins y Ford), Commander Azeez (Omos), AJ Styles (Azeez*), Apollo Crews (Omos), Cesaro (Omos), Angelo Dawkins (Omos) y Montez Ford (Omos).
  - Azeez después de ser eliminado, eliminó a Styles
- Los Campeones en Parejas de Raw RK-Bro (Randy Orton & Riddle) derrotaron a los Campeones en Parejas de SmackDown The Usos (Jey Uso & Jimmy Uso) (14:50).[16][20]
  - Orton cubrió a Jimmy después de un «RKO» en el aire.
  - Ninguno de los dos campeonatos estuvieron en juego.
- Team Raw (Rhea Ripley, Liv Morgan, Bianca Belair, Carmella & Queen Zelina) derrotó a Team SmackDown (Shotzi, Sasha Banks, Shayna Baszler, Toni Storm & Natalya) en un Traditional Survivor Series Elimination Women's Match (23:45).[16][21]
  - Originalmente Aliyah era parte del Team SmackDown pero Sonya Deville decidió dejarla fuera en el episodio del 12 de noviembre de SmackDown, siendo reemplazada por Storm el 18 de noviembre por las redes sociales de WWE.

| N.º             | Luchador                 | Equipo                   | Eliminado por            | Técnica de eliminación   | Tiempo                   |
| --------------- | ------------------------ | ------------------------ | ------------------------ | ------------------------ | ------------------------ |
| 1               | Carmella                 | Raw                      | Toni Storm               | «Roll-Up»                | 1:00                     |
| 2               | Queen Zelina             | Raw                      | Toni Storm               | «Storm One»              | 13:55                    |
| 3               | Toni Storm               | SmackDown                | Liv Morgan               | «ObLIVion»               | 15:00                    |
| 4               | Liv Morgan               | Raw                      | Sasha Banks              | «Frog Splash»            | 16:10                    |
| 5               | Rhea Ripley              | Raw                      | Shayna Baszler           | «Knee Strike»            | 17:40                    |
| 6               | Sasha Banks              | SmackDown                | N/A                      | Cuenta fuera             | 20:05                    |
| 7               | Natalya                  | SmackDown                | Bianca Belair            | «Roll-Up»                | 21:15                    |
| 8               | Shayna Baszler           | SmackDown                | Bianca Belair            | «Glam Slam»              | 21:45                    |
| 9               | Shotzi                   | SmackDown                | Bianca Belair            | «KOD»                    | 23:45                    |
| Sobrevivientes: | Team Raw (Bianca Belair) | Team Raw (Bianca Belair) | Team Raw (Bianca Belair) | Team Raw (Bianca Belair) | Team Raw (Bianca Belair) |
- El Campeón Universal de la WWE Roman Reigns (con Paul Heyman) derrotó al Campeón de la WWE Big E (21:55).[16][22]
  - Reigns cubrió a Big E después de un «Spear».
  - Ninguno de los dos campeonatos estuvieron en juego.
  - A pesar de esta victoria, Raw ganó la guerra de marcas por 5-2.